# Baranów (Groot-Polen)
Baranów is een dorp in het Poolse woiwodschap Groot-Polen, in het district Kępiński. De plaats maakt deel uit van de gemeente Baranów en telt 1500 inwoners.